# Chính quyền địa phương Cuba
Lãnh thổ của Cộng hòa Cuba được chia thành 15 tỉnh và 1 khu tự quản đặc biệt là Isla de la Juventud. Các tỉnh, lần lượt, được chia thành các khu tự quản, tổng cộng có 168 khu tự quản (bao gồm cả khu tự quản đặc biệt).

## Hành chính địa phương
Việc thành lập ra các đơn vị lãnh thổ mới và địa giới do pháp luật quy định. Những thay đổi gần đây nhất đã được Quốc hội phê duyệt vào tháng 8/2010 (có hiệu lực từ ngày 1/1/2011), bao gồm việc tạo ra hai tỉnh mới: Artemisa và Mayabeque từ địa giới của tỉnh của Havana, cùng với việc chuyển giao 3 đô thị cực đông của tỉnh Pinar del Río. Cùng với việc bãi bỏ khu tự quản Varadero ở tỉnh Matanzas, kết hợp với khu tự quản Cárdenas. Trước đó, năm 1976 Cuba tổ chức 14 tỉnh, 169 khu tự quản.
Thủ đô của Cuba là thành phố Havana, tương đương một tỉnh, có tên chính thức từ năm 1976 đến năm 2010 là Ciudad de La Habana.
| | |
| 1. Pinar del Río 2. Artemisa 3. La Habana 4. Mayabeque 5. Matanzas 6. Cienfuegos 7. Villa Clara 8. Sancti Spíritus | 1. Ciego de Ávila 2. Camagüey 3. Las Tunas 4. Granma 5. Holguín 6. Santiago de Cuba 7. Guantánamo 8. Khu đô thị đặc biệt Isla de la Juventud |

## Chính quyền địa phương
Các tỉnh, thành phố có tư cách pháp nhân cho mọi mục đích của pháp luật. Tại các tỉnh có hội đồng và cấu trúc đại diện riêng của chính phủ, mặc dù có sự phụ thuộc chặt chẽ vào chính quyền trung ương.
Ở mỗi tỉnh và khu tự quản của đất nước có một Ban chấp hành Đảng bộ Đảng Cộng sản Cuba, và là lực lượng hàng đầu của xã hội và Nhà nước Cuba, thực hiện chức năng tương tự ở cấp địa phương. Bí thư thứ nhất tỉnh và khu tự quản là người đứng đàu chính trị địa phương.

### Khu tự quản
Hội đồng Chính quyền Nhân dân là cơ quan đại diện cao nhất tại khu tự quản. Nó bao gồm các đại biểu được bầu trong mỗi khu bầu cử từ các ứng cử viên được đề xuất trong các hội đồng phổ biến. Nhiệm kỳ của các đại biểu là hai năm rưỡi. Hội đồng bầu chủ tịch, phó chủ tịch, thư ký và ủy ban công tác.
Hội đồng bầu Hội đồng Hành chính, là cơ quan hành pháp tại địa phương. Chủ tịch của Hội đồng Chính quyền Nhân dân là chủ tịch Hội đồng, được hỗ trợ bởi một phó chủ tịch phụ trách hoạt động hàng ngày của chính quyền và bởi các phó chủ tịch các ngạch khác. Tại các tỉnh của Artemisa và Mayabeque, vị trí của Chủ tịch Hành chính không kiêm nhiệm Chủ tịch Hội đồng Chính quyền Nhân dân, theo sự đồng ý của Quốc hội đã cho phép thử nghiệm phân chia chức năng tại các khu tự quản của hai tỉnh này.
Các khu tự quản được chia, để tạo thuận lợi cho quan hệ với cử tri, mỗi đại biểu chủ trì tại địa phương được bầu.
Các khu tự quản Santa Clara, Camaguey, Holguin và Santiago de Cuba (thành phố) được chia thành quận, nơi một số Hội đồng phổ biến được nhóm lại để phân cấp dân số và mang lại cơ quan hành chính khác nhau.

### Tỉnh
Hội đồng Chính quyền Nhân dân là cơ quan đại diện cao nhất tại. Nó được tạo thành từ các đại biểu được bầu bởi bỏ phiếu trực tiếp của cử tri từ những người được đề xuất bởi Ủy ban ứng cử viên và hình thành một danh sách bầu cử duy nhất. Các ứng cử viên được đề xuất là khoảng 50% đại biểu khu tự quản và phần còn lại là các lĩnh vực khác nhau trong đời sống xã hội của tỉnh. Nhiệm kỳ của đại biểu cấp tỉnh là 5 năm. Hội đồng bầu chủ tịch, phó chủ tịch, thư ký và ủy ban công tác.
Hội đồng bầu ra Hội đồng Hành chính tỉnh, là cơ quan hành pháp tại cấp tỉnh. Chủ tịch Hội đồng Chính quyền Nhân dân là Chủ tịch Hội đồng Hành chính, với sự hỗ trợ của một phó chủ tịch phụ trách công việc hàng ngày và các phó chủ tịch các ngành khác. Tại các tỉnh của Artemisa và Mayabeque, vị trí của Chủ tịch Hành chính không kiêm nhiệm Chủ tịch Hội đồng Chính quyền Nhân dân theo sự đồng ý của Quốc hội.

### Khu tự quản đặc biệt
Tổ chức (Chính quyền Nhân dân và Hành chính) Khu tự quản đặc biệt Isla de la Juventud tương tự của các khu tự quản nhưng có cấp quản lý tương đương cấp tỉnh.

### Chủ tịch Hội đồng Chính quyền Nhân dân và Hội đồng Hành chính tỉnh và Khu tự quản đặc biệt (Nhiệm kỳ 2018-2023)
| Chủ tịch (tại phiên họp đầu tiên)      | Tỉnh                                     |
| Ernesto Barreto Castillo (2008)        | Pinar del Río                            |
| Juan Miguel Domínguez Miranda (2012)   | Artemisa (Chính quyền Nhân dân)          |
| Teresa Martínez Manero (2017)          | Artemisa (Hành pháp)                     |
| Reynaldo García Zapata (2016)          | La Habana                                |
| Tamara Valido Benítez (2011)           | Mayabeque (Chính quyền Nhân dân)         |
| Julio César García García (2016)       | Mayabeque (Hành pháp)                    |
| Tania León Silveira (2011)             | Matanzas                                 |
| Alberto López Díaz (2017)              | Villa Clara                              |
| Mairelys Pernía Cordero (2011)         | Cienfuegos                               |
| Teresita Romero Rodríguez (2011)       | Santi Spiritus                           |
| Raúl Pérez Carmenate (2012)            | Ciego de Ávila                           |
| Isabel González Cárdenas (2013)        | Camagüey                                 |
| Lilian González Rodríguez (2010)       | Las Tunas                                |
| Julio César Estupiñán Rodríguez (2015) | Holguín                                  |
| Manuel Santiago Sobrino (2011)         | Granma                                   |
| Beatriz Jhonson Urrutia (2016)         | Santiago de Cuba                         |
| Nancy Acosta Hernández (2012)          | Guantánamo                               |
| Arelys Casañola Quintana (2010)        | Khu tự quản đặc biệt Isla de la Juventud |